# Trinitron Flat Tube
 (novembre 2020).
Si vous disposez d'ouvrages ou d'articles de référence ou si vous connaissez des sites web de qualité traitant du thème abordé ici, merci de compléter l'article en donnant les références utiles à sa vérifiabilité et en les liant à la section « Notes et références ».
Pour les articles homonymes, voir TFT.
La technique TFT permet de concevoir des écrans (pour ordinateurs ou téléviseurs) possédant une surface d'affichage plane. Certains constructeurs de tube ont commencé par planifier l'axe vertical de l'écran ; d'autres ont réussi à planifier les deux sens en même temps. Ce décalage est peut-être dû au fait qu'un écran est plus large que haut ?
Chez tous les constructeurs, les utilisateurs des premières séries se sont plaints d'un problème de lentille : l'image paraissait déformée dans les coins. Ceci était dû au fait qu'une technique intermédiaire (une tentative de "semi plat") avait été développée pour compenser l'aspect sphérique de la dalle. Les constructeurs ont donc développé des circuits électroniques pour incurver l'image de sorte qu'une fois qu'elle est étalée sur la sphère de l'écran, l'observateur la "voit" plate. Sur les premiers écrans TFT, ce circuit était toujours présent, bien que l'image fût projetée sur une dalle plate ; il en résultait une image étirée sur les bords : le circuit compensait un problème qui n'existait plus. Après le retrait de ce circuit, le problème disparut.
Le second défaut constaté était la présence de deux lignes noires horizontales au tiers et aux deux tiers de la hauteur de l'écran. Ces lignes ne sont clairement distinguables que lorsque l'image affichée est claire, blanche, et unie. Ces lignes sont caractéristiques de cette technique.
Le troisième défaut des tubes TFT est leur poids. Les écrans TFT sont significativement plus lourds et plus encombrants que des écrans CRT traditionnels de taille équivalente.
Malgré ces trois défauts, la technique TFT était une révolution très intéressante, car proposait des dalles offrant une meilleure qualité d'image.
Leur apparition fut rapidement suivie de la démocratisation des écrans sans tubes (écrans à cristaux liquides couleurs, écrans Plasma...) proposant rapidement une image encore meilleure, pour un encombrement réduit. Ceci amena les personnes les plus aisées, et certaines entreprises à un double renouvellement des parcs d'écran en seulement quelques années et pose un problème d'amortissement et d'écologie : les écrans TFT à tube ont généralement été achetés pour des raisons de confort visuel (sans forcément que les moniteurs qu'ils remplacèrent chez les utilisateurs fussent endommagés), et eux-mêmes remplacés par des écrans LCD alors qu'ils fonctionnaient eux aussi parfaitement, souvent pour des raisons d'esthétique, ou d'encombrement du bureau.